# Rolo Díez
Rolando Aurelio Díez Suárez, más conocido como Rolo Díez, (Los Toldos, Provincia de Buenos Aires, 10 de septiembre de 1940) es un escritor, periodista, adaptador y guionista argentino que radica en México desde 1980, después de exiliarse a causa de la dictadura militar que gobernó Argentina a partir del golpe de Estado de 1976. Su obra literaria ha sido reconocida con varios premios nacionales e internacionales, entre ellos el Premio Nacional de Novela José Rubén Romero en 1999 por La vida que me doy y el Premio Internacional Dashiell Hammett en 1995 y 2004 por Luna de escarlata y Papel picado.

## Biografía
Rolo Díez nació en la Provincia de Buenos Aires, Argentina, el 10 de septiembre de 1940. Estudió derecho en la Universidad Nacional de Buenos Aires y psicología y cinematografía en la Universidad de la Plata; además de sus estudios universitarios, tomó algunos cursos de periodismo y literatura. Sus primeros trabajos estuvieron relacionados con los medios de comunicación, coordinó un programa televisivo de noticias y la sección cultural de un periódico y también colaboró en varios medios escritos. Desde sus tiempos de estudiante, Díez militaba en el Ejército Revolucionario del Pueblo (ERP), brazo armado del Partido Revolucionario de los Trabajadores (PRT), por lo que estuvo preso de 1971 a 1973, pero logró ser liberado gracias a la ley de amnistía para presos políticos del presidente Héctor José Cámpora. A causa de la dictadura militar que gobernó Argentina a partir del golpe de Estado de 1976, partió al exilio en 1977.
Después de vivir tres años en distintos países de Europa, se estableció en México a partir de 1980. Es allí donde comenzó su contacto con la escritura, ya que sus primeros trabajos fueron como adaptador y guionista, entre otras organizaciones laboró en la Dirección de Publicaciones e Historietas de la Secretaría de Educación Pública, encargado de adaptar varias novelas mexicanas al formato de historieta para la serie «Novelas Mexicanas Ilustradas» (como Los caciques de Mariano Azuela y Ulises criollo de José Vasconcelos) y también elaboró el guion de los programas Rutas y Caminos y Aventuras y Relatos; en el Canal 13, que en ese entonces era propiedad del gobierno federal, formó parte del equipo responsable de varios programas culturales de televisión como Historia Viva, Programas Especiales sobre Temas Culturales y Figuras para no olvidar; en la editorial Leega, donde estuvo a cargo de seleccionar y estructurar la información sobre la Revolución Mexicana y La banda del automóvil gris para la serie «Crónicas de México»; y también ha colaborado con cuentos, críticas y artículos para la sección cultural del periódico El Universal.
La obra literaria de Díez, que se autodenomina argenmex, ha sido publicada en diferentes países y traducida a varios idiomas, en Francia se le considera un «autor de culto» dentro del género de la novela negra y en Italia uno de los «grandes escritores latinoamericanos contemporáneos». Su primera novela, Los compañeros, narra la historia de un grupo de miembros del ERP durante la última dictadura argentina, describiendo hechos reales desde el punto de vista de alguien que los conoce de primera mano, por lo que el autor la considera más un testimonial que una novela.

## Premios y reconocimientos
Díez ha recibido varios reconocimientos por su obra. En México recibió el Premio Nacional de Historieta en 1981 por El tigre automático, otorgado por la Secretaría de Educación Pública; el Premio al Mejor Programa Periodístico en 1984 por El asesinato de Trotsky; el Premio Nacional de Novela José Rubén Romero en 1999 por La vida que me doy, otorgado por el Gobierno del estado de Michoacán y el Instituto Nacional de Bellas Artes (INBA); el Premio Municipal de Cuento en 2003 por Un ángel en la lluvia, otorgado por el Gobierno del Distrito Federal; y el Premio Gran Angular 2004 por La carabina de Zapata, otorgado por Ediciones SM de México y el Consejo Nacional para la Cultura y las Artes.
Además recibió el Premio Internacional Dashiell Hammett en 1995 por Luna de escarlata, otorgado por la Asociación Internacional de Escritores Policíacos durante la Semana Negra de Gijón (Gijón, Asturias, España); el Premio Umbriel en 2003 por Papel picado, otorgado también durante la Semana Negra de Gijón; y nuevamente el Premio Internacional Dashiell Hammett en 2004 por Papel picado.

## Obra
Entre sus obras se encuentran:

### Antología
- Doce relatos oscuros (2016)

### Crónica
- La nota roja 1970-1979  (1993)  —en coautoría con Myriam Laurini—
- La nota roja 1980-1989  (1993)  —en coautoría con Myriam Laurini—

### Ensayo
- “Vencer o Morir”. Lotta armata e terrorismo di stato in Argentina (2004)

### Literatura infantil
- La carabina de Zapata (2004)

### Novela
- Los compañeros (1987)
- Vladimir Ilich contra los uniformados (1989)
- Paso del tigre (1990)
- Mato y voy y Gatos de azotea (1992)
- Una baldosa en el valle de la muerte (1992)
- Luna de escarlata (1994)
- Gambito de dama y El aguantadero (1998)
- La vida que me doy (2000)
- In domino veritas (2003)
- Papel picado (2003)
- Hurensöhne (Matamujeres) (2005)
- Dos mil y una noches (2008)
- El mejor y el peor de los tiempos. Como destruyeron al PRT- ERP (2010)
- Matamujeres (2017)